# Nomzamo
Nomzamo – czwarty album studyjny brytyjskiego, neoprogresywnego zespołu IQ, wydany w 1987 roku. Jest to pierwszy album bez wokalisty Petera Nichollsa, który opuścił grupę w 1986 roku, a powrócił do niej w 1990.

## Spis utworów
1. "No Love Lost" – 5:57
2. "Promises (As Years Go By)" – 4:29
3. "Nomzamo" – 6:58
4. "Still Life" – 5:55
5. "Passing Strangers" – 3:47
6. "Human Nature" – 9:37
7. "Screaming" – 4:05
8. "Common Ground" – 6:56

Utwory dodatkowe w wersji CD:
1. "Colourflow" – 5:26
2. "No Love Lost" (wersja pianino i wokal) – 4:12
3. "Common Ground" (live) – 6:34

- Wszystkie utwory zostały napisane przez członków IQ. wszystkie teksty zostały napisane P. L. Menela.

## Skład zespołu
- P. L. Menel – wokal prowadzący
- Martin Orford – instrumenty klawiszowe, wokal wspierający
- Mike Holmes – gitary
- Tim Esau – gitara basowa, wokal wspierający
- Paul Cook – perkusja